# RD-0120
RD-0120: silnik rakietowy produkcji radzieckiej, zaprojektowany jako odpowiedź na amerykańskie silniki RS-25 SSME, wykorzystywany specjalnie do rakiet serii Energia użytych w programie Buran. Cztery jednokomorowe silnik RD-0120 były zainstalowane w drugim stopniu rakiety. Zapas materiału pędnego pozwalał na działanie silników przez 340 sekund. Z porównania masy członu i wartości ciągu wynika, że drugi człon rakiety Energia mógłby być użyty samodzielnie. Parametry pracy były bardzo zbliżone do amerykańskich silników SSME (Space Shuttle Main Engine). RD-0120 był jednak jednorazowy, w przeciwieństwie do jednostek napędowych wahadłowców USA. Nie miało więc sensu instalować go wewnątrz promu.